# David Goodwillie
David Goodwillie (28 de marzo de 1989) es un futbolista escocés que juega como delantero para el Glasgow United F. C. Jugó anteriormente para Dundee United, Raith Rovers, Blackburn Rovers, Crystal Palace y Blackpool. También jugó para la selección de fútbol de Escocia.

## Carrera

### Dundee United (primera etapa)
Firmó un contrato profesional con Dundee United en 2005. El 31 de diciembre de 2005, Goodwillie hizo su debut competitivo para el equipo, apareciendo como sustituto tardío en la derrota a Rangers en Ibrox. El 4 de marzo de 2006, en su quinto partido, Goodwillie salió el banco para puntuar un objetivo tardío para Dundee United contra Hibernian en Easter Carretera. Durante la temporada 2005–06 , Goodwillie jugó 10.
En octubre de 2006, Goodwilie firmó un contrato nuevo hasta mayo de 2010 y jugó su primer partido para el club, contra Falkirk.

### Blackburn Rovers
Goodwillie firmó con Blackburn Rovers en un contrato de 4 años el 3 de agosto de 2011. En su llegada, el director técnico comparó al delantero escocés como una joven Wayne Rooney.

### Dundee United (2nd spell)
Goodwillie regresó al Dundee United el 2 de julio de 2013 en un préstamo de 6 meses. Marco un triplete en el 4–1 ante Partick Thistle en la Scottish League Cup el 25 de septiembre. Goodwillie marco el cuarto gol en la victoria por 4–1 contra Kilmarnock en diciembre de 2013,. El 12 de ernero de 2014, El presidente de Dundee United confirmó que el club no se amplía su acuerdo de préstamo
```
, indicando que la decisión se relaciona con la falta de presupuesto
[
11
]
 Goodwillie anotó 6 goles en 22 encuentro con Dundee United.
```

### Blackpool
Goodwillie se unía a Blackpool el 24 de enero de 2014 en calidad de préstamo hasta el fin de la temporada.

### Aberdeen
Goodwillie firmó un contrato de un año con el Aberdeen en julio de 2014
. El 17 de julio de 2014, hizo su debut , viniendo desde el banquillo ante el FC Groningen
```
en la 
Europa League en lasegunda ronda de calificación partido de ida
.
[
14
]
 El 13 de septiembre de 2014, marcó su primer gol para los Dons en una derrota por 2-1 a

Celtic
 in the 
Scottish Premiership
.
[
15
]
 El 21 de enero de 2015, después de haber anotado 5 goles , Goowillie firmó otro contrato por un año hasta 2016.
[
16
]
```

## Selección nacional
Goodwillie hizo su debut para el equipo de fútbol sub-21 nacional de Escocia en noviembre de 2008. Recibió su primera convocatoria para el equipo principal en noviembre de 2010 para un amistoso contra las Islas Feroe. Hizo su debut en ese partido, siendo substituto de Kris Commons en el minuto 76.
Su carrera internacional se estancó después de eso, sin embargo, porque el SFA se negava a seleccionar Goodwillie mientras que él experimentó un proceso legal. Goodwillie fue acusado de agresión sexual, pero el caso no procedió a juicio debido a que no hay pruebas suficientes para probar la acusación.  Después de que se anunciara que Goodwillie no sería perseguido, el encargado Craig Levein de Escocia reclutó a Goodwillie al equipo nacional. 
Marcó su primer gol para Escocia el 11 de octubre de 2011, desde un tiro de penal en una derrota por 3-1 ante el campeón del mundo España. Goodwillie anotó con su primer toque de la pelota después de entrar como suplente. Más tarde en el mismo juego, Goodwillie se perdió una oportunidad flagrante, ya que disparó de ancho de la meta en lugar de pasar al desmarcado Craig Mackail-Smith.

### Goles internacionales
| Goles | Fecha                 | Estadio                           | Rival  | Gol | Resultado | Partido              |
| ----- | --------------------- | --------------------------------- | ------ | --- | --------- | -------------------- |
| 1.    | 11 de octubre de 2011 | Estadio José Rico Pérez, Alicante | España | 1–3 | 1–3       | Euro 2012 qualifying |

## Estadísticas
| Club                    | Temporada | Liga     | Liga  | Copa     | Copa  | League Cup | League Cup | Other | Other | Total | Total |
| Club                    | Temporada | partidos | Goles | partidos | Goles | Apps       | Goals      | Apps  | Goals | Apps  | Goals |
| ----------------------- | --------- | -------- | ----- | -------- | ----- | ---------- | ---------- | ----- | ----- | ----- | ----- |
| Dundee United           | 2005–06   | 10       | 1     | 0        | 0     | 0          | 0          | 0     | 0     | 10    | 1     |
| Dundee United           | 2006–07   | 17       | 0     | 0        | 0     | 0          | 0          | 0     | 0     | 17    | 0     |
| Dundee United           | 2007–08   | 2        | 0     | 0        | 0     | 0          | 0          | 0     | 0     | 2     | 0     |
| Dundee United           | 2008–09   | 16       | 3     | 0        | 0     | 2          | 3          | 0     | 0     | 18    | 6     |
| Dundee United           | 2009–10   | 33       | 8     | 5        | 4     | 2          | 1          | 0     | 0     | 40    | 13    |
| Dundee United           | 2010–11   | 38       | 17    | 4        | 1     | 2          | 1          | 2     | 0     | 46    | 19    |
| Dundee United           | 2011–12   | 1        | 0     | 0        | 0     | 0          | 0          | 2     | 1     | 3     | 1     |
| Dundee United           | Total     | 117      | 29    | 9        | 5     | 6          | 5          | 4     | 1     | 136   | 40    |
| Raith Rovers (Cedido)   | 2007–08   | 21       | 9     | 0        | 0     | 0          | 0          | 2     | 0     | 23    | 9     |
| Blackburn Rovers        | 2011–12   | 20       | 2     | 1        | 1     | 3          | 1          | 0     | 0     | 24    | 4     |
| Blackburn Rovers        | 2012–13   | 8        | 0     | 1        | 0     | 1          | 1          | 0     | 0     | 10    | 1     |
| Blackburn Rovers        | Total     | 28       | 2     | 2        | 1     | 4          | 2          | 0     | 0     | 34    | 5     |
| Crystal Palace (Cedido) | 2012–13   | 1        | 0     | 0        | 0     | 0          | 0          | 0     | 0     | 1     | 0     |
| Dundee United (Cedido)  | 2013–14   | 19       | 3     | 1        | 0     | 2          | 3          | 0     | 0     | 22    | 6     |
| Blackpool (Cedido)      | 2013–14   | 13       | 3     | 0        | 0     | 0          | 0          | 0     | 0     | 13    | 3     |
| Aberdeen                | 2014–15   | 31       | 6     | 1        | 0     | 2          | 0          | 4     | 0     | 38    | 6     |
| Aberdeen                | 2015–16   | 9        | 2     | 0        | 0     | 1          | 0          | 6     | 0     | 16    | 2     |
| Aberdeen                | Total     | 40       | 8     | 1        | 0     | 3          | 0          | 10    | 0     | 54    | 8     |
| Ross County             | 2015–16   | 9        | 1     | 0        | 0     | 0          | 0          | 0     | 0     | 9     | 1     |
| Ross County             | Total     | 9        | 1     | 0        | 0     | 0          | 0          | 0     | 0     | 9     | 1     |
| Plymouth Argyle         | 2016–17   | 0        | 0     | 0        | 0     | 0          | 0          | 0     | 0     | 0     | 0     |
| Plymouth Argyle         | Total     | 0        | 0     | 0        | 0     | 0          | 0          | 0     | 0     | 0     | 0     |
| Total                   | Total     | 194      | 54    | 13       | 6     | 15         | 10         | 16    | 1     | 283   | 71    |